# Jesaja von Rostow

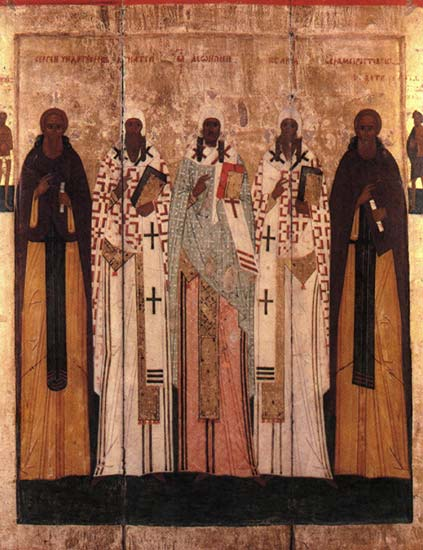
Jesaja von Rostow (2. v. l.), Ikone um 1600

Jesaja von Rostow, auch nur Jesaja (gestorben 15. Mai 1090), war Bischof von Rostow von spätestens 1078 bis 1090.
Er wird in der Russisch-Orthodoxen Kirche als Heiliger verehrt. Sein Gedenktag ist der 15. Mai.
Jesaja wurde in der Kiewer Rus geboren. Er war Mönch im Kiewer Höhlenkloster. 1062 wurde er Igumen (Abt) des Demetriosklosters in Kiew.
Spätestens 1078 wurde er Bischof von Rostow. In seiner Amtszeit wurden verschiedene Kirchen in Rostow geweiht.
Jesaja starb am 15. Mai 1090.
Er ist in der Mariä-Himmelfahrts-Kathedrale in Rostow bestattet.